# Macrochenus assamensis
Macrochenus assamensis är en skalbaggsart som beskrevs av Stefan von Breuning 1935. Macrochenus assamensis ingår i släktet Macrochenus och familjen långhorningar.
Artens utbredningsområde är Laos. Inga underarter finns listade i Catalogue of Life.